# Siège de Cracovie (1587)
Guerre de Succession de Pologne
(1587-1588)
Le siège de Cracovie se déroule du 14 octobre au 29 novembre 1587, après l'élection contestée qui voit Sigismond Vasa élu par la noblesse le 19 août et Maximilien III d'Autriche élu par la gentry le 22. Maximilien tente alors de faire respecter son élection par la force et assiège Cracovie au cours de la guerre de Succession de Pologne (1587-1588).

## Sources
- (en) Cet article est partiellement ou en totalité issu de l’article de Wikipédia en anglais intitulé « Siege of Kraków (1587) » (voir la liste des auteurs).